# Wilfred Kirochi
Wilfred Kirochi (né le 12 décembre 1969) est un athlète kényan spécialiste du 1 500 mètres.

## Carrière
Il s'illustre en catégorie junior en remportant le titre du 1 500 m lors des Championnats du monde sur piste 1986 et 1988, ainsi que la course longue des Championnats du monde de cross-country 1987 et 1988.
Deuxième des Jeux du Commonwealth de 1990, Wilfred Kirochi monte sur la deuxième marche du podium des Championnats du monde 1991 derrière l'Algérien Noureddine Morceli. En 1992, le Kényan remporte l'épreuve du Mile lors de la Finale du Grand Prix de Turin.
Son record personnel sur 1 500 m est de 3 min 32 s 49, établi le 28 août 1992 lors du Mémorial Van Damme de Bruxelles.

## Palmarès
| Année | Compétition                    | Lieu      | Place | Épreuve       |
| ----- | ------------------------------ | --------- | ----- | ------------- |
| 1986  | Championnats du monde junior   | Athènes   | 1er   | 1 500 m       |
| 1987  | Championnats du monde de cross | Varsovie  | 1er   | Course junior |
| 1987  | Jeux africains                 | Nairobi   | 2e    | 1 500 m       |
| 1988  | Championnats du monde de cross | Auckland  | 1er   | Course junior |
| 1988  | Championnats du monde junior   | Sudbury   | 1er   | 1 500 m       |
| 1989  | Championnats du monde de cross | Stavanger | 3e    | Course longue |
| 1990  | Jeux du Commonwealth           | Auckland  | 2e    | 1 500 m       |
| 1991  | Championnats du monde          | Tokyo     | 2e    | 1 500 m       |